# Hoher Weg 30 (Augsburg)

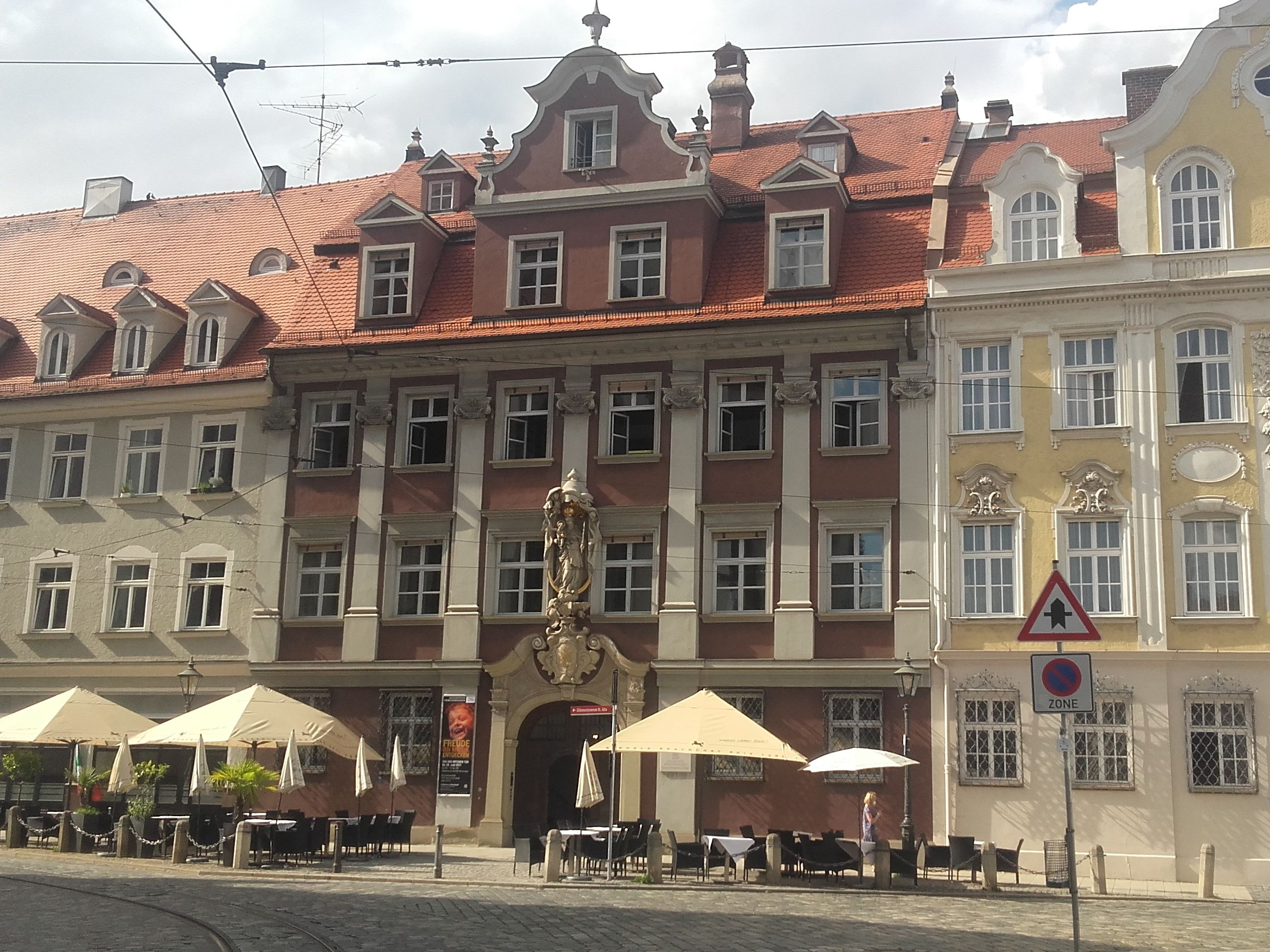
Hoher Weg 30 in Augsburg (Vorderhaus)

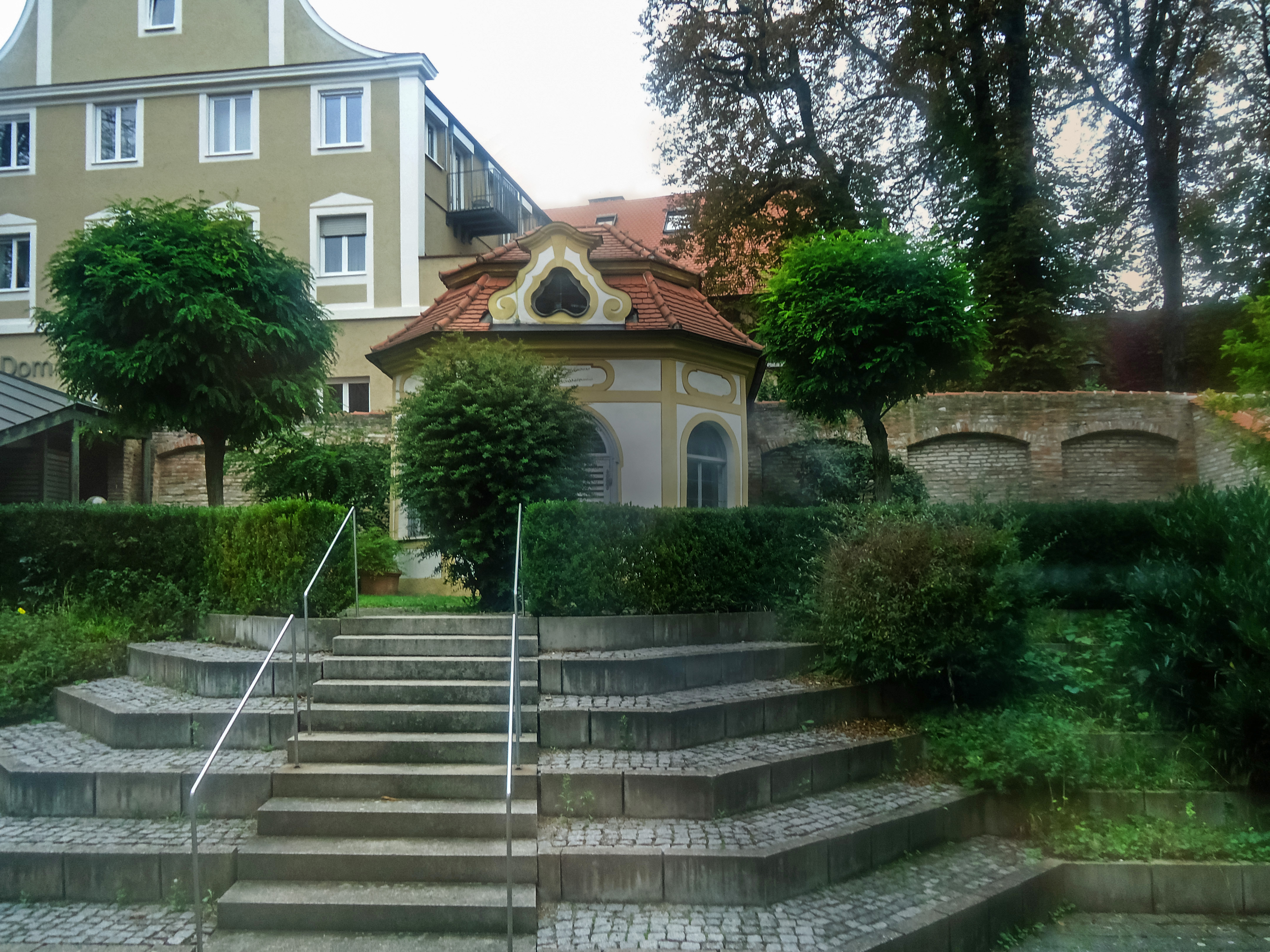
Hoher Weg 30 in Augsburg (Gartenpavillon)

Das Anwesen Hoher Weg 30 im Augsburger Stadtbezirk Bleich und Pfärrle ist ein ehemaliges Domherrenhaus mit rückwärtigem Wirtschaftshof, Garten und Pavillon. Es wurde zwischen 1750 und 1760 erbaut und seine Rokoko-Fassade galt einst als eine der besten in der Stadt. Es ist anzunehmen, dass das Haus im Kern bereits viel früher errichtet wurde. So fand man im Treppenhaus die Jahreszahl 1491.
Das Vorderhaus wurde bei den Luftangriffen im Zweiten Weltkrieg überwiegend zerstört. Lediglich die Fassade blieb weitgehend erhalten. Nach langer Zeit wurde das Haus dann nach historischem Vorbild wieder aufgebaut. Dabei ging der Denkmalstatus allerdings verloren. Der Pavillon im Garten dagegen blieb erhalten und ist als Baudenkmal in der Bayerischen Denkmalliste eingetragen.
Bei dem Gartenpavillon handelt es sich um einen barocken Mansarddachbau mit polygonalem Grundriss. Im Inneren befindet sich ein Deckenfresko, das von Matthäus Günther im 18. Jahrhundert geschaffen wurde.